# Норвезький інститут міжнародних відносин
Норве́зький інститу́т міжнаро́дних відносин, скорочено NUPI — норвезька урядова установа і організацією з досліджень, що базується в Осло.

### Освіта NUPI
Норвезький інститут міжнародних відносин (NUPI) заснований норвезьким парламентом в 1959 році, щоб сприяти кращому розумінню міжнародних проблем в Норвегії. NUPI прагнув досягти цього, роблячи широкий діапазон наукових досліджень і поширюючи інформацію про міжнародні проблеми.
Хоча інститут багато років повністю фінансується з державного бюджету, формальна незалежність NUPI від норвезької зовнішньої політики очевидна. Інститут як такий ніколи не займав стратегічну позицію на поточних проблемах, але залишив це професійне судження окремим дослідникам. Проте, в норвезькій політичній суперечці і в більш широкому норвезькому науковому співтоваристві з міжнародних відносин, NUPI мав тенденцію бути сприйнятим як близький до поглядів уряду. Кілька з його директорів були знаменитими політиками Лейбористської партії, особливо Джон Сеннесс, Йоган Йоргеном Гольст і Ян Егеланн. Три його інших дослідники, Андерса Сьястад, Джон Крістен Скоген і Джанні Хеаланд Метлері, були членами партії консерваторів / правоцентристів або центристів.

### П'ять дослідних відділів
- Відділ Міжнародної Політики (Голова: Ніна Грсджер)
- Відділ світової економіки (голова: Фульвіо Кастеллаччі)
- Відділ Досліджень розвитку (Голова: Стайн Сандстил Еріксен)
- Відділ російських і євразійських досліджень (Голова: Хельга Блеккісруд)
- Відділ безпеки та Управління конфліктами (Голова: Стіл Алріксен)

колишні директори:
- Джон Сеннесс 1959-83
- Йохан Йорген Хольст 1983—1986, 1989—1990
- Олав Фагелюнд Кнудсен 1990-95
- Олав Штокке 1996
- Sverre Lodgaard 1997—2007
- Ян Егеланн 2007—2011